# ۹۰۶ (خورشیدی)
۹۰۶ نهصد و ششمین سال هجری خورشیدی است.